# Psilodorha
Psilodorha är ett undersläkte inom släktet Drosophila. Undersläktet innehåller två arter. Undersläktet beskrevs för första gången 1968 när Toyohi Okada beskrev arten Drosophila ancora.

## Arter inom undersläktet
- Drosophila ancora
- Drosophila toyohii